# Гвоздени мост
Гвоздени мост у Владичином Хану, спаја обале Јужне Мораве и један је од заштитних знакова града. Изградили су га  1910. године српски, аустријски и италијански инжењери и радници.
Некада се са једне на другу страну обале реке прелазило преко дрвеног моста. Са обе стране моста, на стубовима висили су фењери, да би донекле омогућили несметани пролаз са једног на други крај. 
Године 1904. услед провале облака, на сливно подручје  Јужне Мораве и реке Врле сручила се велика количина воде. Велики притисак воде у кориту Јужне Мораве и набујали таласи, ишчупали су стубове моста и покренули га низводно. Мост се преполовио и распао. 
Свакодневица грађана Владичиног Хана била је тотално поремећена. Органи власти и друге установе били су блокирани. Убрзано се почело са решавањем проблема. Донета је одлука од стране општинске и државне власти да се гради гвоздени мост. За то време, прелаз преко Јужне Мораве обављао се чамцем и диреглијама. Прелаз је изграђен на 150m низводно од садашњег Гвозденог моста. Убрзо се почело са припремом материјала и сакупљањем радне снаге за рад на изградњи моста. 
Изградња новог моста почела 1906. године и завршена 1910. године, да би у Другом светском рату био делимично оштећен.